# Zinat (Tetuán)
Zinat es una comuna marroquí de la prefectura de Tetuán, en la región Tánger-Tetuán-Alhucemas. Está situada en el norte del país, a una distancia de 20 kilómetros al sur de Tetuán, en el interior de la prefectura. Tiene 6.539 habitantes según el censo de 2004. Entre los días 2 y 6 de septiembre de 1924, dentro de la guerra del Rif, aquí se produjeron unos combates.